# Constantin Prezan
Constantin Prezan (Sterianul de Mijolc, 27. siječnja 1861. – Schinetea, 27. kolovoza 1943.) je bio rumunjski maršal i vojni zapovjednik. Tijekom Prvog svjetskog rata zapovijedao je 4. armijom, te je bio načelnikom Glavnog stožera.

## Obitelj
Constantin Prezan rođen je 27. siječnja 1861. u selu Sterianul de Mijolc u okrugu Bitimanu. Sin je Constantina i Alexandrine Prezan. U prosincu 1888. sklopio je brak s Clementinom Bantas. U tom braku nalazio se četiri godine, te je u istome rođena kći Constanta. Nakon razvoda, u studenom 1892. Prezan se oženio s Elenom Olgom Eliad koja je u vrijeme sklapanja braka imala samo 15 godina, te je od Prezana bila mlađa 16 godina. Par nije imao djece, već je posvojio Olgu Antoanetu Eliad, inače Eleninu rođakinju. Kada je Prezan postao 1896. pobočnikom tada prijestolonasljednika Ferdinanda, tada 20-godišnja Elena je postala je dvorska dama princeze, kasnije kraljice, Marije. U svibnju 1897. Prezan je od odvjetnika Constantina Livaditija kupio imanje Schineteu koje imanje kao i rezidenciju je tijekom vremena proširio.

## Vojna karijera
Prezan je osnovnu školu pohađao u rodnom selu, dok od 1874. kao član treće generacije polaznika pohađa novoosnovanu Vojnu školu u Iasiju. Po završetku iste, od 1878. pohađa Vojnu školu za pješaštvo i konjicu tijekom kojeg školovanja je 1879. godine promaknut u čin narednika. Od 1881. školuje se novoosnovanoj u Školi za topništvo i inženjeriju tijekom kojeg je 1880. dostigao čin potporučnika. Nakon završetka navedene škole, kao drugi u klasi promaknut je u srpnju 1883. u čin poručnika, te kao pripadnik 1. inženjerijske pukovnije školovanje nastavlja u Francuskoj u prestižnoj Školi za topništvo i inženjeriju u Fontainebleauu koju završava u kolovozu 1886. godine.
Po povratku u Rumunjsku predaje u Školi za topništvo i inženjeriju do 1890. godine. U međuvremenu je, 1887. godine, promaknut u čin satnika. U prosincu 1890. upućen je kao predstavnik ministarstva rata u Magdeburg u Njemačku gdje ostaje do rujna 1891. godine. Po povratku u travnju 1892. promaknut je u čin bojnika, te je u imenovan zapovjednikom bojne u 1. inženjerijskoj pukovniji. Navedenu dužnost obnaša do srpnja 1894. kada prelazi na službu u ministarstvo rata. Potom je je imenovan zapovjednikom inženjerije II. korpusa, nakon čega obnaša dužnost zapovjednika garnizona u fortifikacijama Bukurešt. U svibnju 1895. unaprijeđen je u čin potpukovnika. S tim činom u studenom 1896. imenovan je pobočnikom prijestolonasljednika Ferdinanda na kojoj dužnosti se nalazi idućih pet godina, do 1901. Te iste godine promaknut je u čin pukovnika, te imenovan zapovjednikom 25. pješačke pukovnije. U travnju 1904. dostiže čin generala, a te iste godine postaje zapovjednikom 13. pješačke brigade. Navedenu dužnost obnaša do studenog 1910. kada postaje zapovjednikom 10. pješačke divizije. U međuvremenu je, u svibnju 1907., unaprijeđen u čin brigadnog generala. Dužnost zapovjednika 10. pješačke divizije obnaša svega nekoliko mjeseci, do ožujka 1911., kada je imenovan zapovjednikom 7. pješačke divizije.

## Drugi balkanski rat
Nakon što je Rumunjska u Drugom balkanskom ratu navijestila rat Bugarskoj jedinice 7. pješačke divizije koje su bile u sastavu IV. korpusa pod zapovjedništvom Prezana počele su 2. srpnja 1913. prelaziti Dunav. Zadatak 7. pješačke divizije bio je da čuva zalaznicu IV. korpusa koji je bio glavna napadačka snaga rumunjskog prodora u Bugarsku. Kako bugarskog otpora gotovo da i nije bilo, postrojbe 7. divizije su brzo napredovale. Bugarska je ubrzo zatražila primirje, a jedinice 7. divizije su se zadržale na bugarskom teritoriju tijekom kolovoza 1913. nakon čega su se vratile u vojarne.
Prezan je za vođenje operacija u Drugom balkanskom ratu zadobio najviše ocjene. Ubrzo je u svibnju 1914. promaknut u čin generala divizije, te imenovan zapovjednikom III. korpusa. Dužnost zapovjednika III. korpusa obnašao je nekoliko mjeseci jer je ubrzo postao zapovjednikom IV. korpusa koji je imao sjedište u Iasiju.

## Prvi svjetski rat
Nakon ulaska Rumunjske u rat na strani Antante Prezan je imenovan zapovjednikom 4. armije. Četvrta armija koja je u svojem sastavu imala četiri divizije s preko 107.000 ljudi je prema rumunjskom ratnom planu trebala prijeći istočne Karpate te prodrijeti u Transilvaniju. Nakon 35 dana ofenzive 4. armija je uspjela prodrijeti u Transilvaniju 80-100 km nakon čega je uslijedio austro-njemački protunapad zbog kojeg je armija bila prisiljena na povlačenje koje je Prezan uspješno organizirao.
U studenom 1916. Prezan je imenovan zapovjednikom Armijske grupe Prezan sa zadatkom obrane Bukurešta. Prezan je pokrenuo protunapad koji se dobro razvijao, te je Prezan uspio ugroziti protivničko lijevo krilo. Međutim, ubrzo su protivniku pristigla pojačanja tako da je Prezan u Bitci za Bukurešt poražen, što je dovelo do toga da je 6. prosinca 1916. Bukurešt okupiran.

## Načelnik Glavnog stožera
Neuspjeh u Bitci za Bukurešt nije utjecala na Prezanov ugled i prestiž, te je Prezan 5. prosinca 1916. imenovan načelnikom Glavnog stožera rumunjske vojske zamijenivši na tom mjestu Dumitrua Iliescua. Kao načelnik Glavnog stožera organizirao je povlačenje rumunjske vojske iza rijeka Siret i Prut, te je uz pomoć francuske vojne misije reorganizirao rumunjsku vojsku kako bi ista mogla poduzimati ofenzivne operacije. U ljeto 1917. rumunjska vojska je krenula u napad, ali je u Bitci kod Marastija rumunjska ofenziva zaustavljena od strane njemačke 9. armije. Nakon toga austro-njemačke snage prešle su u napad, ali su poražene najprije u Bitci kod Marasestija, te potom u Drugoj bitci kod Oituza. 
Oktobarska revolucija i izlazak Rusije iz rata uzrokovao je promjene u zapovjedništvu rumunjske vojske jer je bilo izvjesno i da će Rumunjska morati potpisati primirje s Centralnim silama. Kako bi se izbjeglo da ponižavajući mirovni sporazum potpiše kralj Ferdinand kao vrhovni zapovjednik, vrhovnim zapovjednikom rumunjske vojske imenovan je 21. studenog 1916. Prezan, te je njegov opunomoćenik potpisao 9. prosinca 1917. primirje u Focsaniju. Prezan se na toj dužnosti nalazio do 1. travnja 1918. kada je dao ostavku. Na mjestu načelnika Glavnog stožera zamijenio ga je Constantin Cristescu.
Nakon što je 6. studenog 1918. godine imenovana nova rumunjska vlada s Constantinom Coandom kao predsjednikom, te Eremijom Grigorescuom kao ministrom rata, proglašena je mobilizacija, te je Rumunjska objavila rat Centralnim silama. Prezan je ponovno imenovan načelnikom Glavnog stožera. Rumunjske snage prešle su Karpate, te su ušle u Transilvaniju, a kraljevska se obitelj 21. prosinca 1918. godine vratila u Bukurešt. Rumunjske su snage nastavile napredovati, te su zaposjele Cluj, Sibiu, te Brasov. Kako mađarska vlada Mihalyja Karolyja nije prihvatila demarkacijsku liniju koja je bila određena tijekom Versailleske mirovne konferencije izbio je sukob s Mađarskom u kojoj je u međuvremenu na vlast došla sovjetska vlast pod vodstvom Bele Kuna. Rumunjske jedinice su porazile mađarske, te su protivno volji saveznika u travnju 1919. doprijele do Tise. Počeli su pregovori, ali su u srpnju ponovno izbili sukobi u kojima je rumunjska vojska 4. kolovoza 1919. zauzela Budimpeštu, te svrgnula sovjetsku vladu Bele Kuna. U studenom 1919. neprijateljstva su prestala, te se rumunjska vojska povukla najprije na istočnu obalu Tise, a u ožujku 1920. u potpunosti na rumunjski nacionalni teritorij. 
Nakon uspješnog rata za ujedinjenje, Prezan je 20. ožujka 1920. podnio ostavku na mjesto načelnika Glavnog stožera, te je po drugi puta umirovljen.

## Između dva rata
Nakon umirovljenja Prezan se povukao na svoje imanje u Schineteu. Godine 1921. na temelju odluke parlamenta povećana mu je mirovina, dok je godinu dana poslije na prijedlog ministra rata imenovan počasnim zapovjednikom 7. pješačke pukovnije kojom je zapovijedao u razdoblju od 1901. do 1904. godine. U lipnju 1923. imenovan je počasnim članom Rumunjske akademije, dok je u ožujku 1924. na prijedlog kralja Ferdinanda donijet zakon koji mu je omogućavao da i u mirovini nosi vojnu uniformu i da uživa vojne počasti. Najveća čast Prezanu je dana kada mu je 25. listopada 1930. kralj Karol II. dodijelio naslov Maršala Rumunjske. Nakon što je u ožujku 1938. ponovno ustanovljeno kraljevsko vijeće, Prezan je imenovan u isto s titulom kraljevskog savjetnika.

## Smrt
Constantin Prezan preminuo je 27. kolovoza 1943. godine na svom imanju u Schinetei u 83. godini života, tri mjeseca nakon što je umrla njegova supruga Elena Olga. Na navedenom imanju je i pokopan 30. kolovoza 1943. godine. Pokopu su prisustvovali kralj Mihail I., Ion Antonescu, ministar rata Constantin Pantazi i mnogi drugi rumunjski uglednici.

## Vanjske poveznice
(eng.) Constantin Prezan na stranici Firstworldwar.com

(rum.) Constantin Prezan na stranici Enciclopediaromaniei.ro

(rus.) Constantin Prezan na stranici Hrono.ru
| Prethodnik: | Zapovjednik 4. armije Constantin Prezan | Nasljednik:          |
| nitko       | Zapovjednik 4. armije Constantin Prezan | Constantin Cristescu |